# Reset (banda)
Reset es una banda de punk rock formada en 1993 en Montreal, Quebec.

## Biografía
Los miembros originales del grupo fueron Pierre Bouvier, Philippe Jolicoeur, Chuck Comeau, y Jean-Sébastien Boileau. El primer nombre de Reset fue ROACH, pero ya había otro grupo en Canadá también llamado Roach, así que los miembros del grupo cambiaron el nombre por Reset.
Reset grabó una maqueta en 1995, Concerned, producida por Rod Shearer. Después lanzaron su primer disco, No Worries, en 1997, grabado en Le Studio Morin-Heights y producido por Rod Shearer también. La banda grabó un videoclip para el sencillo "Why?". 
En 1998, la formación de Reset cambio. Bouvier toma el lugar de Boileau en el bajo, y un nuevo miembro, Adrian White, reemplazó a Comeau como baterista después de un conflicto entre Bouvier y Comeau. De dicho conflicto se desprende la canción "Friend". En 1999, el grupo lanzó No Limits, el cual estaba coescrito por Adrian White. Este álbum fue grabado en Vancouver, British Columbia, y producido por Greg Reely. Tres videoclips fueron filmados para No Limits: "Pollution", "Pressure" y "My Dream & I ". Poco después del rodaje de "Pressure", Bouvier deja Reset para reencontrarse con Comeau y formar Simple Plan. David Desrosiers reemplazó a Bouvier en el 2000 pero solo estuvo en el grupo seis meses.
En 2003, Reset lanzó su tercer álbum Radioactive. El álbum fue producido, interpretado, mezclado y masterizado por Philippe Jolicoeur, a excepción del tema "Cutie Pie", cuyo bajo fue grabado por David Desrosiers. Este es el primer álbum que Phil produce con su propia compañía discográfica Indy Rekordz Inc.. Choke y Kyoto son los sencillos para este álbum. En la canción Kyoto, Reset habla del Protocolo de Kioto. 
En marzo de 2008, Reset lanzó su cuarto álbum llamado 'No Intensity'. Este álbum es parecido al primer disco 'No Worries', con canciones antigobierno muy influyentes como Corrupted To The Bone, Redemption o Papillon. Esta última canción está basada en el libro Papillon, escrito por Henri Charrière. El sencillo para este álbum es la canción titulada (al igual que el álbum) 'No Intensity'. El productor de este disco es Rod Shearer de nuevo, quien fue el productor de 'No Worries' y 'Concerned' (Demo).
En marzo del 2009, Reset realizó un concierto especial con su formación original por el décimo aniversario del programa 1-2-3 Punk! de Musique Plus.
En 2014, Reset lanza su quinto disco titulado "The Antidote" bajo el sello Cruzar Media. El disco fue grabado en Omega 6 studio y Kapuszczak's Studios, mezclado y producido por Luc Tellier. El primer sencillo del disco fue "My Favorite Enemy". En junio del mismo año,
la formación original de Reset se presenta en el festival Amnesia Rockfest, sin embargo, por motivos personales Jean-Sébastien Boileau no actuó y David Desrosiers toco en su lugar.
En junio de 2018, nuevamente la formación original de Reset se presenta en el festival Rockfest Montebello. Nuevamente, Jean-Sébastien Boileau no actuó.
En marzo de 2019 a través del sello People of Punk Rock Records, Reset lanzó una remasterización de "Concerned", la maqueta grabada en 1995, pero esta vez en formato de CD. De igual forma, en junio del 2020 se lanza una edición en vinilo de los discos "No Worries" y "No Limits".
El 23 de abril de 2021, Reset lanza su sexto disco titulado "No Resistance" bajo el sello People of Punk Rock Records. El disco rescata el sonido de los discos "No Worries" y "No Limits" así como los lanzamientos de principios del 2000 de Phil Jolicoeur, las 11 pistas nuevas presentan la velocidad, los riffs y el estilo melódico de la música punk rock de Quebec y que hicieron de Reset la comidilla de la ciudad.
El 1 de diciembre de 2024, Reset lanza su séptimo disco titulado simplemente "Seven". El nuevo álbum está mezclado y masterizado por Vincent Coté, quien también tocó la batería en el estudio en todas las pistas del álbum. El nuevo álbum está coescrito por Phil Joliceour y el guitarrista Jay Ridge (Unemployed) alrededor de 1997-2001 y también incluye varios sencillos como "Paranoid in Paradise", mezclado y masterizado por Dean Hajichristou de Epitaph Records, Parkway Drive, Protest the Hero, Obey the Brave. Una versión francófona del sencillo mezclado por Vincent Coté se reproducirá en las estaciones de radio de Quebec en 2025, mientras que el sencillo del álbum original llegará a estaciones internacionales y satelitales como Sirius FM. La formación actual de Reset conserva a su veterano baterista Gopal Devanathan (2015-presente), junto con la introducción del guitarrista Jay Ridge (2022-presente) y Pat Leclerc (2024-presente) en el bajo, quien anteriormente actuó en vivo con la banda en Rockfest en Montebello, Quebec, Canadá.

## Miembros del grupo
- Philippe Jolicoeur - Voz, Guitarra (1993–presente)
- Pat Leclerc: bajo, voz (2024-presente)
- Jay Ridge: guitarra, voz (2022-presente)
- Gopal Devanathan: batería (2015-presente)

### Antiguos miembros
- Pierre Bouvier - Voz (1993–1999), Bajo (1998–1999)
- Chuck Comeau -Batería (1993–1998)
- Jean-Sébastien Boileau - Bajo (1994–1998)
- David Desrosiers - Voz, Bajo (2000)
- Dave Barbaccia - Bajo, coros (2005)
- Claude Plamondon - Bajo, coros (2005–2010)
- Martin Gendreau - Batería (2005–2010)
- Matt Kapuszczak – Guitarra, coros (2010–2013)
- Julien Bédard – Bajo (2010–2011)
- Justin Brandreth - Bajo (2011–2012)
- Adrian White – Batería, guitarra, teclados, samples, coros (1998–2001) (2010–2013)
- Cédrik Paquin - Bajo (2015–2016)
- Steven Drudi- Guitarra (2012-2017)
- Claude Plamondon - Bajo (2005–2018)
- Zenab Jaber - Bajo (2018-2019)

Timeline

## Discografía

### Álbumes
- No Worries (1997)

1. Everyday
2. Why
3. Go Away
4. I'm a Man
5. Hope
6. T.K.O.
7. Stolen Land
8. A Matter of Rights
9. Concern
10. Right or Wrong
11. Holy War
12. United we Stand Tall

- No Limits (1999)

1. I know
2. Pollution
3. Planet Earth
4. My dream and I
5. Let me go
6. Pressure
7. The End
8. What now ?
9. Blew it off
10. Wide Open
11. Big Brother
12. Friend
13. Double Cross

- Radioactive (2003)

1. Choke
2. Picture Perfect
3. Virtuality
4. Moonlight
5. Kyoto
6. Sky and Skull
7. Eyeball
8. Free Fall
9. Cutie Pie
10. Amnesia
11. Sea Shell
12. Brainscan
13. Infiniti

- No Intensity (2009)

1. Corrupted to the bone
2. Sadness & Sorrow
3. No Intensity
4. Communicate with me
5. Smash it up
6. Break Point
7. Sandman song
8. Redemption
9. Letter go
10. Better days
11. Ground Zero
12. We believe
13. Gen X
14. High moon
15. Papillon

- The Antidote (2014)

1. My Favorite Enemy
2. Demonik Lies
3. Unity
4. New Logik
5. Zero Gravity
6. Seing Red
7. Heart Attack
8. Wasted Time
9. Intifada
10. Mindbenders
11. Conformity

- No Resistance (2021)

1. Breaking Bad
2. Polaris
3. Nevertheless
4. Freedom
5. Violent Pacificator
6. Yesterday
7. Kalifornia
8. Reshape Digital Frontiers
9. Virtuality
10. Sky Walkers
11. Equilibrium

- Seven (2024)

1. Paranoid in Pardise
2. Jacknife
3. One Last Chance
4. Vice & Virtues
5. Soundtrack for Revolution
6. Believers & Deceivers
7. Everyday (Reprised)
8. Help (Beatles Cover)
9. Dystopia
10. No Tomorrow
11. Les Griffes De Lucifier

### Maquetas
- Concerned (1995)

### Recopilaciones
- No Worries / No Limits (2006)

## Sencillos
- Why? (1997)
- Pollution (1999)
- My Dream and I (2000)
- Pressure (2000)
- Choke (2005)
- Kyoto (2006)
- No Intensity (2008)